# Kapausternfischer
Der Kapausternfischer  (Haematopus moquini) oder Schwarze Austernfischer, auch Afrikanischer Schwarzer Austernfischer genannt, gehört zur Ordnung der Wat-, Möwen- und Alkenvögel (Charadriiformes). Die Art kommt nur in den Küstengebieten des südlichen Afrikas vor. 

## Erscheinungsbild
Es handelt sich im Gegensatz zu dem im europäischen Wattenmeer beobachtbaren Austernfischer um einen nahezu völlig schwarzen bis braunschwarzen Vogel. Lediglich auf den inneren Handschwingen finden sich gelegentlich einige weiße Federn. Der Schnabel ist rot und hat eine orangegelbe Spitze. Die Beine sind fleischfarben. Bei Jungvögeln sind die Federsäume hell und der Schnabel sowie die Iris matter gefärbt.

## Verbreitungsgebiet und Lebensraum
Der Schwarze Austernfischer brütet an den Küsten von Angola bis nach Südafrika. Er ist an einer Reihe unterschiedlicher Küstengebiete zu beobachten, die von flachen Sandstränden bis zu felsigen Ufergebieten reicht. Die Gesamtpopulation wird auf 5000 bis 6000 Exemplare geschätzt. Die Art wird von der IUCN als gering gefährdet (near threatened) eingeordnet. Obwohl sich die Population in den letzten Jahren erholt hat, ist sie insgesamt noch sehr klein. Problematisch ist, dass die Fortpflanzungszeit mit der Zeit zusammenfällt, in der es an den Küstengebieten erhöhte Freizeitaktivitäten gibt. Besonders problematisch sind Gebiete, in denen ein Befahren der Strandzone mit Automobilen zulässig ist. Hier werden regelmäßig durch die Fahrzeuge Nester zerstört und Jungvögel überfahren. Ein Verbot von Fahrzeugen im unmittelbaren Strandbereich hat in Südafrika zu einer Erhöhung der Population geführt.
Schwarze Austernfischer sind überwiegend Standvögel, allerdings lässt sich eine regional begrenzte Wanderung feststellen. Während der Fortpflanzungszeit ziehen sie von den überwiegend felsigen Küstengebieten auf solche mit einem eher sandigen Uferstreifen. In idealen Habitaten liegen solche Gebiete nahe beieinander. Sie sind gelegentlich auch weiter im Inland zu beobachten, wenn an den Küstengebieten ungünstige Wetterbedingungen vorherrschen. 

## Fortpflanzung
Die Fortpflanzungszeit fällt in die Monate Oktober bis April, die Hauptfortpflanzungszeit sind Dezember und Januar. Gelege bestehen gewöhnlich aus zwei und seltener aus einem oder drei Eier. Die Brutdauer beträgt 32 Tage und die Jungvögel sind nach vierzig Tagen flügge. Beide Elternvögel sind an der Bebrütung der Eier und der Führung der Jungvögel beteiligt. Auf Inseln, die vor der Küste liegen, werden pro Paar etwa 0,3 bis 0,6 Jungvögel großgezogen. Der Bruterfolg ist am Festland, wo die Gefahr des Verlustes durch menschliche Freizeitaktivitäten und das Prädationsrisiko höher ist, deutlich geringer.

## Systematik
Der früher auf den Kanareninseln Graciosa, Lanzarote und Fuerteventura zu beobachtende endemische und mittlerweile ausgestorbene Kanaren-Austernfischer wird gelegentlich als Unterart des Schwarzen Austernfischers eingeordnet. Überwiegend wird der Schwarze Austernfischer jedoch als eine monotypische Art behandelt.

## Belege

### Einzelbelege
1. 1 2  Simon Delany, Derek Scott, Tim Dodman, David Stroud (Hrsg.): An Atlas of Wader Populations in Africa and Western Eurasia. Wetlands International, Wageningen 2009, ISBN 978-90-5882-047-1, S. 43.
2. ↑   Delany et al., S. 41.